# Хронологија СФРЈ и СКЈ 1989.
| претходна целина: ◄ 1970—1979. |                              |
| Хронологија СФР Југославије и Савеза комуниста Југославије током 1980-их и почетком 1990-их 1980. 1981. 1982. 1983. 1984. 1985. 1986. 1987. 1988. 1989. 1990. 1991. 1992. | следећа целина: 1992—1995. ► |

Хронолошки преглед важнијих догађаја везаних за друштвено-политичка дешавања у Социјалистичкој Федеративној Републици Југославији (СФРЈ), деловање Савеза комуниста Југославије (СКЈ), Раднички покрет Југославије, као и општа политичка, друштвена и културна дешавања која су се догодила у току 1989. године.
| Јануар Фебруар Март Април Мај Јун Јул Август Септембар Октобар Новембар Децембар |

## Догађаји

### Јануар

#### 11. јануар
- У Титограду, испред зграде Скупштине СР Црне Горе, током 10. и 11. јануара, одржане масовне „антибократске“ демонстрације против руководства Савеза комуниста Црне Горе. Након вишемесечних притисака (од октобра 1988) колективне оставке су поднели чланови Председништва СР Црне Горе (председник Божина Ивановић), Председништва ЦК СК Црне Горе (председник Миљан Радовић) и Председништва Републичке конференције ССРН Црне Горе, као и председник Скупштине СР Црне Горе Велисав Вуксановић, чланови Председништва ЦК СКЈ из Црне Горе – Видоје Жарковић и Марко Орландић, извршни секретар Председништва ЦК СКЈ Слободан Филиповић, члан Председништва СФРЈ Веселин Ђурановић и низ других државно-партијских функционера.[1]

### Фебруар

#### 21. фебруар
- У руднику Стари трг (у саставу Трпче), код Титове Митровице, избио штрајк 1.350 рудара албанске националности, који су се затворили у рударска окна и започели штрајк глађу. Повод за штрајк била је смена руководства Покрајинског комитета Савеза комуниста Косова и најављене промене у политичком систему Социјалистичке Аутономне Покрајине Косово. Штрајк је обустављен 27. фебруара, након подношења оставке групе покрајинских функционера, на челу са председником Покрајинског комитета СК Косова Рахманом Морином (ЦК СКЈ није прихватио његову оставку).[1][2]

#### 27. фебруар
- У Љубљани, у Цанкаревом дому, након одлуке Председништва СФРЈ да уведе ванредно стање у САП Косово, одржан скуп подршке албанским рударима. На скупу је говорио и председник Председништва ЦК СК Словеније Милан Кучан, који је истакао — да се у Старом тргу брани авнојевска Југославија. Скуп у Љубљани је изазвао велико незадовољство међу грађанима Србије, где је организовано више протесних скупова и још више продубио размимоилажења и сукобе између руководства СР Словеније и СР Србије око начина решавања југословенске кризе.[1][3]

#### 28. фебруар
- У Београду испред зграде Скупштине СФРЈ отпочеле масовне демонстрације на којима је захтевано решавање кризе на Косову и „хапшење Азема Власија”. Окупљеним демонстрантима обратили су се Раиф Диздаревић, председник Председништва СФРЈ и Слободан Милошевић, председник Председништва ЦК СК Србије.[1][3]

### Март

#### 1. март
- Ухапшен Азем Власи, смењени члан Покрајинског комитета Савеза комуниста Косова и група од 15 запослених руководилца и радника рудника „Трепча”, међу којима су били — Бурхан Каваја, директор флотационог рудника „Трепча” и Азиз Абраши, генерални директор Рударско-металуршког комбината „Трепча”. Оптужени су за организовање штрајка у Старом тргу, односно за контрареволуционарно деловање, сепаратизам и национализам и угрожавање братства и јединства (сви ухапшени су пуштени на слободу 24. априла 1990. амнестијом Председништва СФРЈ).[1][4]

#### 16. март
- Скупштина СФРЈ изабрала ново Савезно извршно веће (СИВ). Председник СИВ био је Анте Марковић, потпредседници Александар Митровић и Живко Прегл, а неки од савезних секретара — Будимир Лончар (спољни послови), Вељко Кадијевић (народна одбрана), Петар Грачанин (унутрашњи послови) и др. Била је ово последња југословенска влада која је функционисала до децембра 1991, када је Марковић поднео оставку.[5][6]

### Новембар

#### 12. новембар
- На територији СР Србије одржани избори за сва три већа[а] скупштина општина и градова, Скупштине САП Војводине, Скупштине САП Косова и Скупштине СР Србије (избори за већа удруженог рада одржани су у петак 10. новембра).[7] Упоредо са скупштинским одржани су и избори за председника Председништва СР Србије, на којима су кандидати били — Мирослав Ђорђевић, Михаљ Кертес, Зоран Пјанић и Слободан Милошевић, који је однео убедљиву победу (80,36%).[8][9]